# Real Club de la Puerta de Hierro
Real Club de la Puerta de Hierro is een exclusieve sport en sociale club in Madrid.

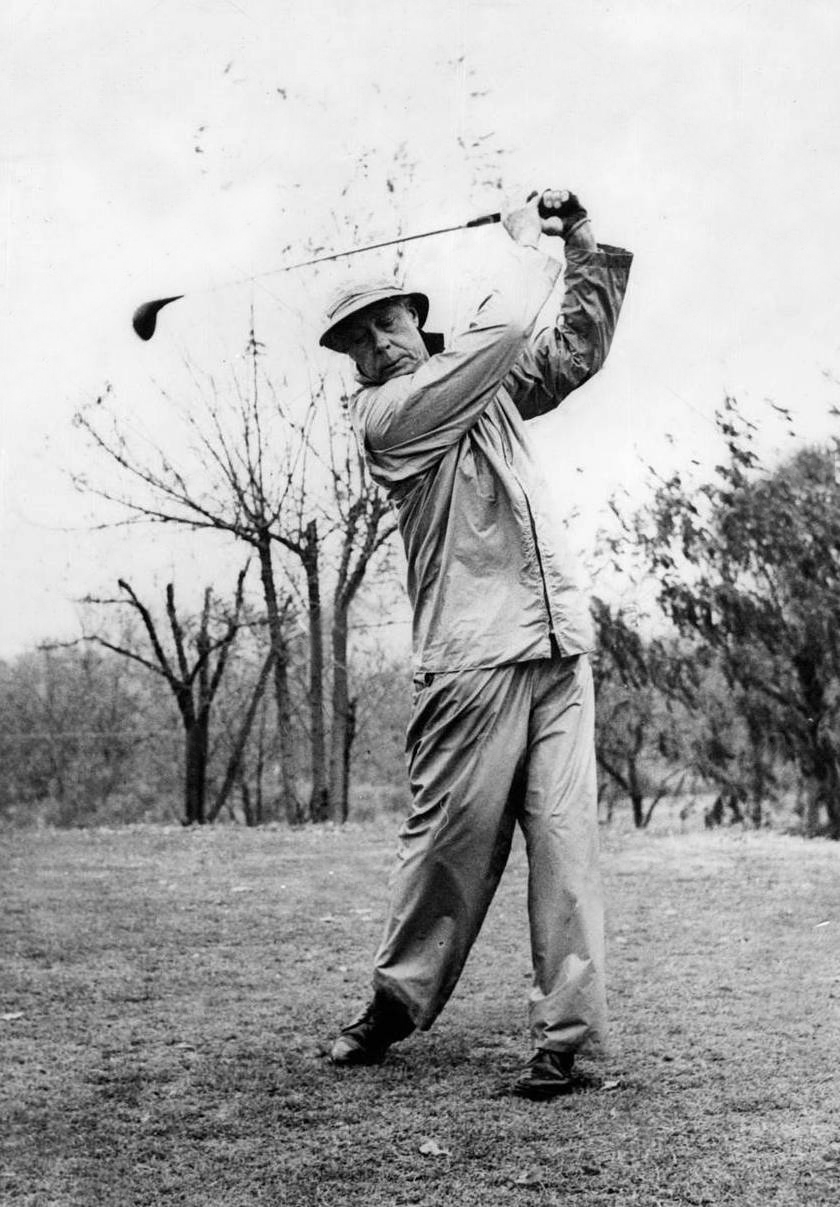
De hertog van Windsor aan het golfen bij Puerta de Hierro, 1960

De baan is in 1904 aangelegd. Er zijn nu twee 18 holes banen en een 9-holes par3 baan. Het landschap heeft veel oude kurkeiken.
De Arriba baan is door Tom Simpson in 1904 ontworpen en in 1912 door Harry Colt aangepast. In 1970 heeft John Harris enkele verbeteringen aangebracht en Kyle Phillips heeft de baan grondig veranderd rond de eeuwwisseling. De baan begint met een lange par3.
De Abajo baan is veel jonger, en begint ook met een lange par3.

## Toernooien
In 1970 is hier de Eisenhower Trophy gespeeld. Het team van de Verenigde Staten won, Nederland werd 27ste.

Tussen 1972 en 1993 is op deze baan 19 keer het Madrid Open van de Europese Tour gespeeld. Winnaars zijn o.a. Severiano Ballesteros, Bernhard Langer, Sandy Lyle, en Ian Woosnam.

In 1981 werd de Vagliano Trophy hier gespeeld. Continentaal Europa versloeg het Brits-Ierse team met 14-10. 

## Presidents
- 1895 - 1896 xvi hertog van Alba
- 1896 - 1901 viii hertog van Arión
- 1901 - 1905 ii hertog van Santoña
- 1905 - 1931 xvii hertog van Alba
- 1931 - 1932 x markies van Portago
- 1932 - 1936 Rafael Silvela y Tordesillas
- 1939 - 1944 Joaquín Santos-Suárez y Jabat
- 1944 - 1950 Rafael Silvela y Tordesillas
- 1950 - 1952 x graaf van Fontanar
- 1952 - 1954 xvii hertog van Lécera
- 1954 - 1958 x graaf van Fontanar
- 1958 - 1962 xviii hertog van Frías
- 1962 - 1966 S.A.R. Ataúlfo de Orléans y Sajonia-Coburgo-Gotha
- 1966 - 1970 iii markies van Silvela
- 1970 - 1974 i graaf van Villacieros
- 1974 - 1978 vi hertog van Fernán Núñez
- 1978 - 1986 vi hertog van Bailén
- 1986 - 1990 xiv markies van Estepa
- 1990 - 1994 iii markies van Bolarque
- 1994 - 2006 xviii graaf van Elda
- 2006 - 2011 Pedro Morenés y Álvarez de Eulate
- 2011 - 2016 Luis Álvarez de las Asturias Bohorques y Silva
- 2016 -          xvi graaf van Bornos